# Труді Стайлер
Труді Стайлер (англ. Trudie Styler; нар. 6 січня 1954 року) — англійська актриса, кінопродюсер і режисер.

## Раннє життя та сім'я
Стайлер народилася в Бромсгрові, графство Вустершир, Англія, у сім'ї Поліни та Гаррі Стайлерів, фермера та працівника фабрики. Коли Стайлер було два роки, її збив фургон. Вона отримала серйозні травми обличчя, через які залишилися серйозні шрами, і до 18 років їй зробили кілька пластичних операцій. Однокласники прозвали її «шрамом», через що вона багато років відчувала себе «не дуже привабливою людиною». Одним з її шкільних вчителів був співак і автор пісень Кліффорд Т. Уорд.

## Акторська кар'єра
Стайлер навчалася в театральній школі, а потім з'являлася в різних епохах BBC. Вона приєдналася до Королівської Шекспірівської компанії, в якій зіграла кілька головних ролей. Її театральні твори також включають ««Монологи Вагіни», «Духи-близнюки» та «Чайка».
Вона з'являлася в багатьох британських телесеріалах, таких як «Мер Кастербріджа», а також у телешоу Сполучених Штатів «Імперія», «Якось уночі», «Друзі». 

## Виробництво фільмів
У середині 90-х Стайлер заснувала продюсерську компанію Xingu Films, для підтримки нових талантів (серед них були Гай Річі, Діто Монтіель та Дункан Джонс). 
Стайлер була продюсером і співрежисером кількох відзначених нагородами документальних і художніх фільмів, зокрема «Карти, гроші та два стволи, що димлять» та «Великий куш» Гая Річі; «Місяць» Дункана Джонса; і фільм Майкла Аптеда «Moving the Mountain», який отримав Міжнародну незалежну документальну премію 1994 року. 

## Філантропія
Разом зі своїм чоловіком Стінгом Стайлер у 1989 році заснувала організацію, яка займається захистом тропічних лісів та їх корінних народів. Акторка є послом ЮНІСЕФ.
Стайлер також є патроном Фонду Елтона Джона проти СНІДу.

## Особисте життя
Стайлер вийшла заміж за рок-музиканта Стінга 20 серпня 1992 року.
У Стінга і Стайлер четверо дітей: Бріжит Майкл (нар. 19 січня 1984 року), Джейк (24 травня 1985 року), Еліот Пауліна (нар. 30 липня 1990 року) і Джакомо Люк (нар. 17 грудня 1995 року).

## Фільмографія

### Продюсер
- Хлопчики з Бразилії (1993)
- Переміщення гори (1994)
- Гротеск (1995) або ж Джентльмени не їдять поетів (США) aka Могильна необережність
- Lock, Stock and Two Smoking Barrels (1998: виконавчий продюсер) aka Дві курильні бочки (США)
- Snatch (2000: виконавчий продюсер)
- Greenfingers (2000) aka Jailbuds
- The Sweatbox (2002), а також режисер
- Нахабний (2003)
- Посібник з розпізнавання ваших святих (2006)
- Альфа-самець (2006)
- Місяць (2009)
- Нічий син (2011: виконавчий продюсер)
- Швидше за все, дівчина (2012)
- Бруд (2013)
- Чорний вертеп (2013: виконавчий продюсер)
- Все ще Аліса (2014: виконавчий продюсер)
- 10 000 святих (2015)
- Вже сумую за тобою (2015: виконавчий продюсер)
- Американський мед (2016: виконавчий продюсер)
- For Grace (2016: виконавчий продюсер)
- Анатомія насильства (2016: виконавчий продюсер)
- Новиці (2017)
- Freak Show (2017)
- Королі (2017)
- Вихователь дитячого садка (2018)
- Wildling (2018)
- Школа-інтернат (2018)
- Шкіра (2018)
- Проїзди (2019)
- Людський капітал (2019)
- З/В: том 1 (2021)
- З/В: том 2 (2021)
- Тиха ніч (2021)
- Повний ковток повітря (2021)
- Нескінченний шторм (2022)

### Актриса
- Полдарк (1977)
- Мер Кастербриджа (1978)
- Смішна людина (1981)
- Дзвін (1982)
- Кукла (1984)
- Міс Марпл (1984: Тіло в бібліотеці ) як Джозефін Тернер
- Американська наречена (1986)
- Чесна гра (1988)
- Уздечка лаяння (1998)
- Вбивства в Мідсомері (епізод 1999 року: «Ліс задушувача»)
- Я без тебе (2002)
- Друзі (2001, сезон 8, епізод 10: « The One with Monica's Boots ») як вона сама (запрошена зірка)
- Імперія (2005)
- Любовний суп (2005)
- Альфа-самець (2006)
- Вікарій Діблі (спеціальний комікс, 2007: «Обмін дружинами»)
- Живий доказ (2008)
- Paris Connections (2010)
- Страва чаю з доктором Джонсоном ( Вест-Енд, Единбург, тур 2011)
- Поза (2019)
- З/В: том 2 (2021)

### Режисер
- The Sweatbox (спільний режисер з Джоном-Полом Девідсоном ) (не випущений)
- Freak Show (2016)